# 180 mm armata S-23
180 mm armata S-23 – holowana armata polowa produkcji radzieckiej skonstruowana w latach 50. XX wieku.
Do strzelania wykorzystuje się naboje z pociskiem odłamkowo-burzącym posiadające masę 84,9 kg oraz naboje mające dodatkowy napęd rakietowy. 
Działo na stanowisko bojowe transportowane było przez ciężki ciągnik artyleryjski.